# 伊藤利男
伊藤 利男（いとう としお、1931年3月31日 - ）は、日本のドイツ文学者、九州大学名誉教授。

## 略歴
長野県生まれ。1954年東京大学文学部独文科卒業、1957年同大学院修士課程修了、文学部助手、1960年九州大学教養部講師、助教授、1971年文学部助教授、1985年教授、1995年定年退官、名誉教授。

## 著書
- 『敬虔主義と自己証明の文学』人文書院　1994
- 『孤児たちの父フランケ 愛の福祉と教育の原点』鳥影社・ロゴス企画部 2000
- 『ツィンツェンドルフ ヘルンフート同胞教団を創った夫妻の物語』鳥影社・ロゴス企画 2006

### 共著
- 『ドイツ語第一歩』H.Gross 共著 芸林書房 1971

### 翻訳
- アルフレート・シュトゥッキ『ヒルティ伝 ある偉大なるスイス人の生涯と活動』国松孝二共訳 白水社 1959
- ケラー「にせの恋文」世界文学全集 新潮社 1964
- ノヴァーリス『青い花』世界青春文学名作選 学習研究社 1965

### 記念論文集
- 『ロゴスとポエジー 伊藤利男先生退官記念ドイツ文学・語学論集』伊藤利男先生退官記念論集刊行会 1995